# Braunsapis hirsuta
Braunsapis hirsuta är en biart som beskrevs av Reyes 1993. Braunsapis hirsuta ingår i släktet Braunsapis och familjen långtungebin. Inga underarter finns listade.

## Bildgalleri

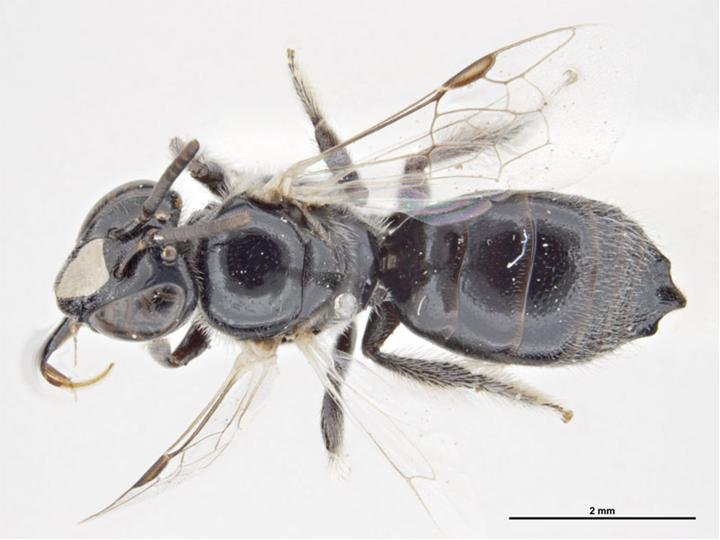
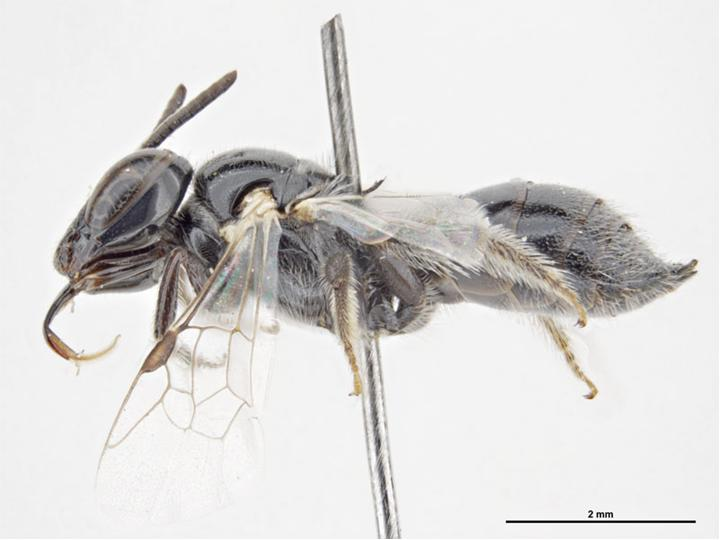